# Clifford Peak
Der Clifford Peak (in Chile Pico Green) ist ein 1160 m hoher Berg auf der Anvers-Insel im Palmer-Archipel vor der Westküste der Antarktischen Halbinsel. Er ragt am nordöstlichen Ende der Osterrieth Range auf.
Erstmals gesichtet wurde er vermutlich bei der Belgica-Expedition (1897–1899) unter der Leitung des belgischen Polarforschers Adrien de Gerlache de Gomery. Die Besatzung der HMS Snipe benannte ihn im Januar 1948 nach Geoffrey Miles Clifford (1897–1986), Gouverneur der Falklandinseln von 1946 bis 1954. Die chilenische Benennung ist eine Übersetzung der durch Wissenschaftler der britischen Discovery Investigations im Jahr 1927 vorgenommenen Benennung als Green Peak ins Spanische.